# ديوانية شعراء النبط
ديوانية شعراء النبط مركز ثقافي إجتماعي كويتي تأسس عام 1977 علي يد حاكم الكويت الثالث عشر الشيخ جابر الأحمد الصباح ، وهو بمثابة منارة للشعر والشعراء ، وقد تخرّج فيها مئات الشعراء الكويتيين والخليجيين.

## الفكرة والتأسيس
تأسست الديوانية بمبادرة من حاكم الكويت الثالث عشر الشيخ جابر الأحمد الصباح عام 1977 ، والذي كان له المبادرة الاولي في وضع الأسس والأركان لهذه المؤسسة الشعرية وكان مقرها الاول في منطقة خيطان جنوب مدينة الكويت وبعدها تم إنتقالها الي مبناها الجديد في منطقة صبحان والتي حضر إفتتاحها الجديد الشيخ زايد بن سلطان آل نهيان ، وقد حرصت الديوانية منذ تأسيسها على إستقطاب الشعراء الشباب وتقديم الدعم لهم ، بالإضافة إلى تنظيم الأمسيات والمسابقات الشعرية ، وهي تعتبر جزءًا لا يتجزأ من التراث الثقافي الكويتي ، حيث تجسد قيمة الأصالة والانتماء ، وقد شهدت الديوانية العديد من الفعاليات والأنشطة التي ساهمت في حفظ وتعزيز الشعر النبطي، مما جعلها منارة أدبية وثقافية متميزة في دولة الكويت.

## الميراث الحضاري
تعتبر ديوانية شعراء النبط ميراث حضاري كويتي مهم يحمل الطابع الاجتماعي الخليجي ، وتعد الديوانية هي الأولى من نوعها في المنطقة، ومبناها صمم تصميم هندسيا على شكل خيمة في الصحراء لترمز إلى التاريخ والتراث والأصالة ، ولايصال رسالة تهدف الي حفظ الهوية الوطنية ، فبادر الشيخ جابر الأحمد الصباح ببناء صرح للشعر النبطي، إيمانًا منه بدور الديوانية في حفظ التراث الأصيل الزاخر بالعطاء ، وقد سار على هذا النهج حاكم الكويت الرابع عشر الشيخ صباح الأحمد الصباح والذي قام بتنظيم عمل ديوانية شعراء النبط حيث سن لها قانون ينظم عملها وفق نهج قانوني وضوابط وشروط تتلاءم مع خط رسالتها وأهدافها.

## الحداثة والتطور
الديوانية واكبت التطور التكنولوجي في آلية حفظ الشعر النبطي وتوثيقة، طباعة وتسجيلا وتصويرا، كما تم إنشاء ستديو تلفزيوني داخل الديوانية، مجهز بأحدث الأجهزة، ومزود بأعلى المواصفات، وبموازانه يجري العمل حاليا على إنشاء ستديو الإذاعة داخل الديوانية.